# Alba Florejachs
Alba Casera Florejachs (Barcelona, 18 de febrer de 1981), és una actriu catalana. És coneguda pels seus papers en diverses sèries de televisió espanyoles i catalanes, com Palomitas (Telecinco, 2012), Crackòvia (2013–14) o Polònia (des de 2012), les dues últimes produïdes per TV3.

## Biografia
Treballa amb el teatre des de mitjan anys 2000. Al principi sobretot en gires de companyies teatrals. Durant els anys 2010, Florejachs ha aparegut en diversos escenaris i cinemes de Barcelona, inclosos Losers (2014-2015) a la Sala Villarroel el 2014-15 i L'avar de Molière el 2016, i Distància de Roger Torns el 2018, on va fer de Dolors, a la Sala Beckett. L'obra es va relacionar amb les polèmiques actuals sobre el suposat adoctrinament del sistema educatiu català. Paral·lelament, ha participat en diverses produccions de sèries de televisió diferents per a canals de televisió espanyols i catalans, principalment Polònia (des de 2012) i el seu programa germà Crackòvia (2013–14). A Crackòvia, Florejachs ha imitat, entre altres a la motociclista Laia Sanz,
A Polònia, Florejachs representa diversos papers, sovint de persones quotidianes que es veuen exposades als capricis dels polítics imitats. Interpreta una mare de família catalana on Marc Rodríguez interpreta el pare de la família. També ha imitat famosos com Rossy de Palma i Susana Díaz.
A la tardor del 2018, Florejachs, juntament amb Gemma Lligadas, dirigí el programa El got d'aigua a TV3, on els concursants d'oratòria podien guanyar un viatge a Califòrnia. Simultàniament ha continuat al teatre, on ha alternat papers dramàtics i humorístics.

## Teatre
- Cómicos de Barra (2005, gira)
- Planeta Impro (2012, Teatre Teatreneu)
- Assassinat a Atrium (2013)
- Somni, The Last Supper (2013, Teatre La Seca)
- Lectures dramatitzades (2013, Sala Beckett)
- I Love T.V (2014, Club Capitol)
- Losers (2014–15, Sala Villarroel<
- Desdèmona (2015, Teatre Sala Muntaner)
- Bluf (2016, Teatre Sala Beckett)
- La nit de Helver (2016, Sala Atrium)
- L'Avar (2016, Teatre Goya)
- Homes (2017, Teatre Condal)

## Filmografia
- Generación XXI (2010)
- Leyendas del Nen (2010)
- Palomitas (2011)
- Buenas noches y Buenafuente (2012, Antena 3,)
- Polònia (2012–)
- Crackòvia (2013–14)
- Merlí (2016)
- Les molèsties (2017–18; 5 episodis en el paper de "Gina")
- Homo Zapping (2018,en 13 episodis)
- Dona funerària (2018)
- Benvinguts a la família (2018)
- Fuet (2024-)